# ملوینز
مِلوینز (به انگلیسی: Melvins) یک گروه راک آمریکایی است که در سال ۱۹۸۳ شکل گرفت.موسیقی این گروه تحت تاثیر برخی گروه‌های پانک راک، هوی متال و هارد راک است و صداهای Sludgeگونه به همراه ضرب‌آهنگ‌های آهستهٔ دوم‌گونه‌ی آن روی برخی گروه‌ها موسیقی تاثیر گذاشته است و جزو گروه‌های تاثیرگذار به شمار می‌روند.گروه عمدتاً با ترکیب سه نفره فعالیت می‌کرد ، اما در سال‌های اخیر با افزودن یک درامر دیگر ؛ با دو درامر و ترکیب چهار تایی فعالیت می‌کند.باز آزبورن و دیو کروور دو عضوی هستند که در تمام آلبوم‌های گروه حضور دارند.